# پاتا پاتا (پرو)
پاتا پاتا (به اسپانیایی: Pata Pata) یک کوه در پرو است که در Peru, Huancavelica Region واقع شده‌است. پاتا پاتا ۵٬۰۵۲ متر بالاتر از سطح دریا واقع شده‌است.